# اتاق

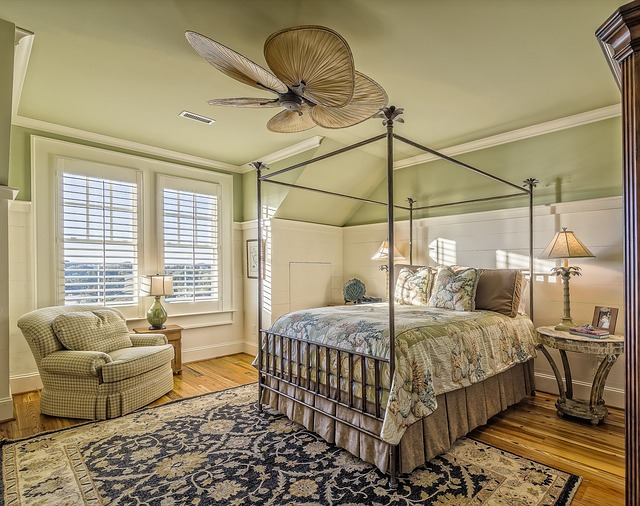

اُتاق یا سراچه به فضایی گفته می‌شود که با دیوار درونی از دیگر فضاها جدا شده‌است. نخستین کاربرد اتاق‌ها به ساکنان جزیره کرت در عصر مفرغ بازمی‌گردد. در معماری امروزی، اتاق‌ها کاربردهای زیادی دارند؛ برای مثال، اتاق می‌تواند یک مکان خواب باشد یا آشپزخانه، محل پذیرایی از مهمان باشد یا حمام و هر مکان دیگری که در تعریف «اتاق» می‌گنجند.

## واژه اُتاق
واژه اتاق از زبان ترکی گرفته شده است به معنی محل نشستن، همانند کلمه ترکی اتراق
به معنی نشستن در منزلی چند روزی؛ که همه از مشتقات فعل اوتماق هستند.
واژگان ( کَد، کَده ) به چم ( خانه ) در زبان اوستایی ، پهلوی، سانسکریت و. . . بدین گونه واگویی می شده است:
اوستایی:KATA، KOTA
پهلوی:KATAK، KADAK، KOTAK ( کُتا در اوستایی به کتاک در پهلوی وسترده شدن آوای ک ( نخست ) و دگرگونی آوایی ( ک دوم ) به ( ق ) )
سانسکریت:CATTA
گوتیک:HETHJO
اسلاوی کهن:KOTICI
روسی:KOTEC
نکته: این واژه در زبانهای اوستایی، گوتیک و اسلاوی کهن به چم ( به معنای ) اُتاق هست.
چم این واژه در زبان سانسکریت: پنهان، نهفته
چم این واژه در زبان روسی:سد رودخانه ( برای ماهیگیری )
پسگشت ( منبع ) هادرباره ی واژه ( کَد، کَده ) :
MACKENZIE ( HOUSE/118 )
POKORNY:586 - 587
DELAMARRE:62
MALORYَ and ADAMS: - ket
فرهنگ ریشه های هندواروپایی/ رویه ی 400
decken ( دِکِن ) ، در زبان آلمانی نیز به معنای ( پوشیدن، پوشاندن و سرپوش گذاشتن ) است که با واژه پارسی تاک، تاق از یک بُن و ریشه است. ریشه یِ واژه اتاق واژه ای پارسی و هندواروپایی است.
واژه اتاق از کتاگ در زبانِ پهلوی و کُتا در زبان اوستایی گرفته شده است . آتش در زبان پارسیِ باستان و اوستایی ( آتر ) بوده است و هیچ پیوندی میان واژه اتاق و آتش ( آتر ) وجود ندارد.
واکاوی واژه ( اتاق ) :
واژه اتاق از دو تکواژِ ( کُتا/کَتا ) به چم ( کَده، خانه ) و پسوند ( اَگ/اَک ) در زبانِ پهلوی می باشد. این واژه در زبان گوتیک HETHJO نیز بکار می رفته که انگاره یِ مغولی بودنِ این واژه را رَد می کند. این واژه از درگاهِ زبانِ سغدی - سکایی به زبانهای شمال شرقِ آسیا رفته است.

## حجره
حجره کلمه‌ای عربی به معنی اتاق است. از قدیم برای خوابگاه طلاب علوم دینی در حوزه‌های علمیه گفته می‌شده است. در مساجد قدیمی یا بازارهای قدیمی تعدادی حجره برای تحصیل در نظر گرفته می‌شده است.